# Salusinszky Imre
Salusinszky Imre (Balázsfalva, 1883. február 27. – Budapest, Terézváros, 1946. május 24.) újságíró, szerkesztő, Az Est című politikai lap főszerkesztője.

## Életpályája
Salusinszky Sámuel és Trattner Fanni fia. Testvére, Salusinszky Gyula ügyvéd volt, egyik unokaöccse, Salusinszky István pedig gazdasági vezető, valamint a Magyar Külkereskedelmi Bank vezérigazgatója.
Jogi tanulmányait a budapesti egyetemen végezte. 1902-től a Magyar Szó munkatársa, majd a Budapest politikai rovatvezetője, utóbb segédszerkesztője. 1910-től, megindulásától Az Est szerkesztőségének a tagja, előbb helyettes, majd felelős szerkesztője, 1933-tól főszerkesztője. Ő építette ki a lap tudósítóhálózatát a gyors hírszolgálat érdekében. 1918-tól a Budapesti Újságírók Egyesülete Betegpénztárának elnöke. 1927-ben jelentős része volt a Magyarországi Hírlapírók Nyugdíjintézete újjáalakításában.

## Magánélete
Felesége Reich Jolán volt. Fia Frank Selby (Salusinszky Ferenc) a Rex Features nemzetközi sajtófotó ügynökség alapítója, tulajdonosa.